# Hans Sonnenberg
Hans Sonnenberg (Makassar, 22 februari 1928 – Rotterdam, 29 september 2017) was een Nederlands kunsthandelaar en -verzamelaar, galeriehouder en filantroop.
Sonnenberg werd in 1928 geboren op Zuid-Celebes in het toenmalige Nederlands-Indië (thans Indonesië) als zoon van een marinecommandant. In 1938 verhuisde de familie Sonnenberg naar Rotterdam, waar zijn moeder het ouderlijk huis met antiek inrichtte en hij het lyceum volgde. Na zijn dienstplicht ging hij aan de slag bij het havenbedrijf Cornelder.

## Kunsthandelaar
Sonnenberg was actief binnen de kunstenaarssociëteit van het Schielandshuis en de Rotterdamse Kunstkring, en organiseerde in 1954 zijn eerste tentoonstelling. In 1958 kwam de Italiaanse kunstenaar Piero Manzoni voor een tentoonstelling naar Rotterdam, wat echter niet in verkopen resulteerde. Na de tentoonstelling deed Sonnenberg zijn eerste grote aankoop, en kocht hij de hele collectie van zeventien schilderijen. Samen met Manzoni en Nel en Gust Romijn stond hij aan de basis van de zero-beweging en organiseerde hij diverse internationale exposities.
Sonnenberg's entree in de kunstwereld lag in 1960 in Den Haag, toen hij de nieuwe internationale galerie Orez ('zero' achterstevoren) ging leiden. Hij legde de basis voor een galerie die tot 1971 internationaal gericht kon werken, met diverse zero- en Nul-kunstenaars als Jan Schoonhoven.       
Op 8 januari 1962 startte Sonnenberg Galerie Delta op het terrein van de Rotterdamse Kunstkring, waar ook Manzoni bij betrokken was tot zijn overlijden in 1963. In zijn galerij verkocht hij hedendaagse kunst van zowel vermaarde internationale als van opkomende Rotterdamse kunstenaars.  Uiteindelijk in 1972 verdiende hij genoeg met zijn kunsthandel om zijn baan als cargadoor bij Cornelder op te kunnen zeggen. Tot op hoge leeftijd bleef Sonnenberg betrokken bij zijn kunsthandel.
In de loop van de jaren ging hij zich vooral specialiseren in Nederlandse kunstenaars, waardoor hij erom bekend is komen te staan dat hij veel vaderlandse (en vooral Rotterdamse) kunstenaars de kans bood om bij hem te exposeren, die later zouden doorbreken. In 2003 ontving Sonnenberg de Wolfert van Borselenpenning van de gemeente Rotterdam voor zijn jarenlange inzet voor de beeldende kunst in Rotterdam.

## Filantroop
In 2000 zegde Sonnenberg een collectie van vijftien schilderijen toe aan Museum Boijmans Van Beuningen die in 2012 daadwerkelijk werden omgezet in een gift met een waarde van zo'n 30 miljoen euro. In datzelfde jaar organiseerde Museum Boijmans Van Beuningen een tentoonstelling Meneer Delta ter ere van Sonnenberg, naar aanleiding van het 50-jarig bestaan van zijn galerij. In 2017 schonk hij een Cobra-collectie van negen kunstwerken aan het Stedelijk Museum Schiedam als aanvulling op hun Appel-collectie.
- Gemeinsame Normdatei: 1026853869
- International Standard Name Identifier: 0000 0003 9615 4903
- Library of Congress Control Number: nb2013007600
- Nationale Bibliotheek van Tsjechië: jo20251250585
- RKD-Nederlands Instituut voor Kunstgeschiedenis: 358752
- Système universitaire de documentation: 167301268
- Virtual International Authority File: 296099213
- WorldCat: E39PBJv8HCDTQGJbrMyvqJg9Xd